# K-Businesscom

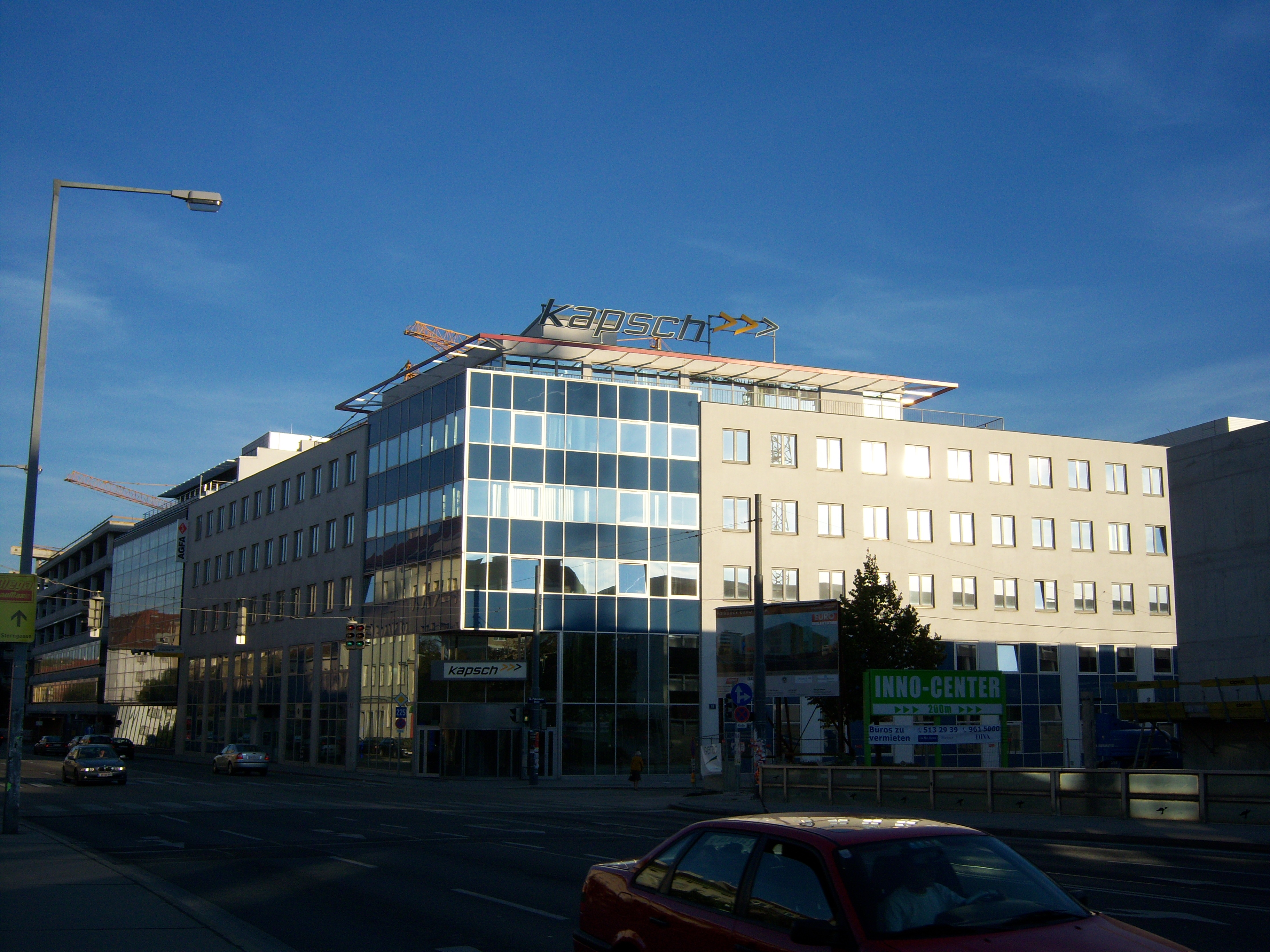
Gebäude der Cancom Austria AG

Die Cancom Austria AG (Eigenschreibweise: CANCOM Austria AG, vormals K-Businesscom AG oder Kapsch BusinessCom AG) ist ein österreichisches Unternehmen im Bereich Informations- und Kommunikationstechnik (IKT). Das Unternehmen hat im Geschäftsjahr 2022/23 einen Umsatz von knapp 520 Mio. erzielt und beschäftigt derzeit ca. 1650 Mitarbeiter in Österreich, Schweiz, Rumänien und Tschechien. Der Hauptsitz liegt in Wien, Österreich. Die aus der Übernahme der Schrack BusinessCom AG im Jahr 2002 entstandene Kapsch BusinessCom war ein Unternehmen der Kapsch Group. Aus Kapsch BusinessCom wurde im Jahre 2022 K-Businesscom. Aus K-Businesscom wurde im Jänner 2024 Cancom Austria AG. Bernd Eder ist seit Juli 2024 im Vorstand des Unternehmens, Dietmar Wiesinger ist dies seit Oktober 2023. Seit Juni 2023 ist das Unternehmen Teil der deutschen Cancom-Gruppe. 

## Geschichte
1892 gründete Johann Kapsch eine feinmechanische Werkstätte in Wien-Neubau. 20 Jahre später entwickelte sich die Werkstätte zu einem Großbetrieb mit Fabrik in Wien-Meidling. 1923 fertigt Kapsch das erste Radio-Empfangsgerät. Ein Jahr später wurde Kapsch Gründungsmitglied der Radioverkehrsgesellschaft. Gemeinsam wurde 1924 der reguläre Sendebetrieb in Wien aufgenommen. 1927 nahm Kapsch ein weiteres Werk in Betrieb. 1958 brachte Kapsch erste Fernsehgeräte auf den österreichischen Markt.
1982 begann Kapsch die Zusammenarbeit mit dem kanadischen Unternehmen Nortel, um digitale Telefongeräte herzustellen.
1999 begann Kapsch mit der Weiterentwicklung der Festnetztelefonie in Richtung IP (Internet Protocol). Mit der Eigenentwicklung AIPS (Advanced IP Softswitch) gelang der Technologietransfer auf Voice-over-IP (VoIP). Kapsch entwickelt seit 1980 alle Mobilfunkstandards.
1972 entstanden die Tochterunternehmen Kapsch TrafficCom und Kapsch CarrierCom, die Produkte für Zugfunk und Mautsysteme entwickelten. 2001 übernahm Kapsch Schrack BusinessCom. Daraus entstand der ICT-Systemintegrator Kapsch BusinessCom AG bzw. die heutige K-Businesscom AG (KBC).
2003 akquirierte Kapsch BusinessCom die CS Communication Systems und 2004 die ADS System GmbH. KBC übernahm 2005 Systrex Datentechnik GmbH und Techcom IT Solution. 2006–2007 fand die Akquisition von Getronics (A, CZ, SK, PL) statt. Der earthDATAsafe, ein Hochsicherheitsrechenzentrum bei Kapfenberg, wurde Bestandteil des Firmenportfolios. KBC baute ab 2009 seine Marktführerschaft bei Netzwerklösungen durch seine Gold-Partnerschaft mit Cisco aus. Seit 2012 wuchs die Anzahl der Kunden im ICT-Outsourcing-Bereich. Dazu zählten Banken und Medienunternehmen wie z. B. der ORF, ebenso wie Anbieter kritischer Infrastrukturen.
2015 beteiligte sich KBC im Rahmen seiner Digitalisierungsstrategie an der Evolaris next level GmbH. 2016 erfolgte eine Komplettübernahme von Evolaris. 2017 beteiligte sich Kapsch BusinessCom an AIMC, einem Anbieter im Bereich Artificial Intelligence und gründete Kapsch BusinessCom IoT Solutions SRO in Prag als Entwicklungszentrum für die eigene IoT-Plattform. 2018 erfolgte die Akquisition von eCrome Systems in der Schweiz, die insbesondere im Gesundheitsbereich tätig ist, sowie die Eingliederung von Kapsch Carrier Solutions Deutschland GmbH in die KBC.
2020 übernahm KBC die Liberty Global Services GmbH Austria, die zum Tochterunternehmen KBC Converged Services wurde. In diesem Jahr beteiligte sich KBC außerdem an der Elmon GmbH. 2021 wurde die Software der Evolaris in das Startup Workheld GmbH eingebracht, bei dem die KBC die Anteile erhöhte. Die Workheld-Plattform wurde von Industriekunden der KBC genutzt, um Arbeitsabläufe zu digitalisieren. Das KBC Cyber Defense Center soll für den ständigen Schutz vor Cyberangriffen sorgen.
Im Oktober 2021 wurde KBC im Zuge einer Umstrukturierung aus dem Kapsch-Konzerns ausgegliedert. Es folgte eine Beteiligung durch die ALUK-Stiftung, die Invest Unternehmensbeteiligungs AG und durch die beiden Vorstände Franz Semmernegg und Jochen Borenich. Am 1. April 2022 wurde der Firmenname auf K-Businesscom AG geändert.
Am 25. April 2023 gab das Unternehmen den Zusammenschluss mit dem deutschen ICT-Unternehmen Cancom bekannt. Jochen Borenich wechselte in den Vorstand der Cancom Gruppe und Franz Semmernegg blieb bis Juni 2024 CEO der Cancom Austria (vormals KBC). Seit Oktober 2023 ist Dietmar Wiesinger und seit Juli 2024 Bernd Eder im Vorstand der Cancom Austria.

## Geschäftsbereiche
Cancom Austria besitzt Niederlassungen im D-A-CH-Raum und eine Gesellschaft in Rumänien und Tschechien. Das Gesamtlösungsportfolio des Unternehmens deckt sowohl Informationstechnik, Cyber Security Protection, Media- und Security-Solutions (u. a. Digital Signage und Zutrittskontrollen), als auch Telekommunikation ab. Neben der Systemintegration und der Optimierung übernimmt Cancom Austria auch den Betrieb.

### earthDATAsafe
Der earthDATAsafe ist ein unterirdisches Hochsicherheitsrechenzentrum im österreichischen Kapfenberg. Es dient zur sicheren Speicherung sensibler Firmendaten, um auf diese im Bedarfsfall (beispielsweise im Falle eines lokalen Server-Ausfalls) dennoch zugreifen zu können.

## Standorte
Cancom Austria ist derzeit (Stand: 3. Mai, 2023) in Österreich, Schweiz, Rumänien und Tschechien vertreten.